# Tu Historia Tour
Tu Historia Tour es una gira de la cantante mexicana Julieta Venegas con el fin de promocionar su octavo álbum de estudio Tu Historia.

## Listado de canciones
1. "Dime La Verdad"
2. "Caminar Sola"
3. "Mismo Amor"
4. "Ese Camino"
5. "Algo Está Cambiando"
6. "La Nostalgia"
7. "Te Vi"
8. "Pura Fantasía"
9. "Parte Mía"
10. "Te Encontré"
11. "Dame Una Oportunidad"
12. "Brillaremos"
13. "Eres Para Mí"
14. "En Tu Orilla"
15. "Despechada Mexicana"
16. "Despedida"
17. "Andar Conmigo"
18. "Lento"
19. "Un Lugar"
20. "Tu Historia"
21. "Me Voy"
22. "El Presente"
23. "Oleada"
24. "Limón y Sal"